# Nietap
Nietap es una localidad del municipio de Noordenveld en los Países Bajos, perteneciente a la provincia de Drenthe. Nietap se encuentra a nivel del mar.